# Террор Мехагодзиллы
«Террор Мехагодзиллы» (яп. メカゴジラの逆襲 Мэкагодзира но гякусю:, «Контратака Мехагодзиллы») — японский фильм студии Toho 1975 года, снятый в жанре кайдзю-эйга; является пятнадцатым фильмом о динозавре Годзилле. Также это второй фильм с участием робота Мехагодзиллы и первый и единственный с участием чудовища Титанозавра. Кроме того, это последний фильм о Годзилле из периода Сёва (1954 - 1975).
Также это последний фильм с Годзиллой, снятый Исирой Хонда. В 1993 году Хонда должен был режиссировать фильм «Годзилла против Мехагодзиллы-2», но умер в тот же год.

## Сюжет
Фильм начинается с событий фильма «Годзилла против Мехагодзиллы» (1974) — Годзилла одерживает победу над МехаГодзиллой. После битвы Годзилла уходит в океан, а агенты Интерпола отправляют подводную лодку для поиска останков Мехагодзиллы. Внезапно появляется огромное существо и раздавливает подводную лодку. Экипаж лодки успевает отправить сообщение о том, что их атаковал гигантский динозавр. Инцидентом заинтересовались учёный Акира Итиносэ и агент Интерпола Дзиро Муракоси. Выясняется, что несколько лет назад доктор Синдзо Мафунэ сообщал о том, что ему удалось вернуть к жизни динозавра, но ему никто не верил. Кацура, дочь Синдзо Мафунэ, утверждает, что он умер пять лет назад и она ничего не знает о его исследованиях. Но затем Кацура выясняет, что её отец жив и находится в сговоре с пришельцами. Пришельцы собираются использовать восстановленного модифицированного Мехагодзиллу и потопившего подводную лодку динозавра Титанозавра, созданного доктором Мафунэ. Акира и Дзиро пытаются проникнуть в дом доктора Мафунэ, но на них нападают пришельцы. Акире и Дзиро удаётся спастись.
Когда Акира снова встречается с Кацурой, он сообщает, что вместе с другими агентами Интерпола собирается войти в состав экспедиции на подводной лодке по поимке Титанозавра. Кацура просит Акиру не делать этого, но он не слушает её.
Когда Кацура возвращается в дом Синдзо, пришельцы рассказывают ей, что пять лет назад она вместе со своим отцом создавала машину по контролю разума Титанозавра, но произошёл взрыв, и Кацура была ранена, после чего пришельцы спасли её и сделали из неё киборга, способного контролировать Титанозавра. За это доктор Мафунэ должен был работать на пришельцев.
Пришельцы приказывают Кацуре мысленно напасть на подводную лодку, на которой находится Акира. Титанозавр нападает на лодку, но его оглушают сверхзвуковой пушкой военных.
Доктор Мафунэ и пришельцы приказывают Кацуре направить Титанозавра на разрушение ближайшего города. Кацура отправляется туда же и ломает сверхзвуковую пушку, способную оглушить Титанозавра. Люди остаются бессильны перед Титанозавром.
Пришельцы засекают крупный объект, направляющийся к Титанозавру. Титанозавр падает под натиском появившегося атомного луча. Оказалось, что на Титанозавра напал вышедший из океана Годзилла.
В Кацуру стреляют агенты Интерпола. Пришельцы возвращают её к жизни, предварительно вшив в неё аппарат по управлению Мехагодзиллы и заставляют Кацуру направить Титанозавра и Мехагодзиллу в Токио.
Акира оказывается в плену у пришельцев.
Годзилла появляется в Токио, где находятся Титанозавр и Мехагодзилла. Мехагодзилла стреляет в Годзиллу ракетами. Годзилла вступает в битву с Титанозавром, но он оказывает серьёзное сопротивление и сталкивает Годзиллу в овраг.
Акира вырывается из плена. Вместе с Дзиро и другими агентами Интерпола он убивает пришельцев и Кацуру. Мехагодзилла и Титанозавр остаются без контроля. Годзилла отрывает голову Мехагодзилле и сбрасывает его в овраг, а затем расправляется с Титанозавром. Погибающий Титанозавр падает в океан.
Спасшийся лидер пришельцев пытается улететь на космическом корабле, но Годзилла уничтожает корабль.

## В ролях
| Актёр           | Роль                    |
| --------------- | ----------------------- |
| Кацухико Сасаки | Акира Итиносэ           |
| Томоко Ай       | Кацура Мафунэ           |
| Акихико Хирата  | профессор Синдзо Мафунэ |
| Кацумаса Юсида  | агент Дзиро Муракоси    |
| Горо Муцуми     | главный пришелец Мюгал  |
| Тору Ибуки      | пришелец Цуда           |
| Кендзи Сахара   | генерал Сигава          |
| Тору Каваи      | Годзилла                |

## Показанные чудовища
- Мехагодзилла — гигантский механический аналог Годзиллы, сделанный пришельцами из космического титаниума. Это второй и последний фильм с появлением классического Мехагодзиллы. В этом фильме, как и в предыдущем, управляется дистанционно. В бою стреляет мазерными лучами из «глаз» и разрывными ракетами из ручных пушек, а также электрическим разрядом из центральной пушки. Быстро летает. В предыдущем фильме Мехагодзилла также мог создавать вокруг себя защитное поле, но в этом фильме у него такой способности нет. Размеры: рост 50 м; вес 40 000 т[1].
- Годзилла — громадный динозавр, пробудившийся от анабиоза и мутировавший во время бомбардировок Хиросимы и Нагасаки. Это последний фильм, в котором показанный Годзилла является тем, что впервые появился в «Годзилла снова нападает» (1955). Главная сверхспособность Годзиллы — он может извергать из пасти тепловой луч. Размеры: рост 50 м; вес 20 000 т[2].
- Титанозавр — (с одноимённым динозавром не имеет никакого отношения) огромный динозавр, обитающий в море. Имеет спинной и хвостовой плавники. Особых способностей нет, но взмахами хвостового плавника может создавать разрушительный вихрь. Также обладает крепкой бронёй. Неагрессивное, но очень сильное существо, его единственной слабостью является непереносимость отдельных звуковых диапазонов. Это первый и, на данный момент, единственный фильм с полноценным участием Титанозавра. Размеры: рост 60 м; длина 100 м; вес 30 000 т[3][4].

## В зарубежном прокате
В США фильм с ограничениями был показан в кинотеатрах под названием «Террор Годзиллы» в 1978 году. Постер фильма не соответствует оригинальному - вместо Титанозавра на нём изображён Кинг Сизар из предыдущего фильма.
Когда фильм подготавливался к показу в США, из него были вырезаны сцены самоубийств, в связи с возросшим количеством самоубийств подростков. Также из фильма был вырезан фрагмент, в котором пришельцы делали операцию Кацуре, так как в кадре была её протезированная грудь.

## Критика
Фильм получил в основном положительные отзывы.На Rotten Tomatoes фильм получил 59% положительных отзывов.

## Съёмки
- Последний фильм, в котором снялся Акихико Хирата. В 1984 он должен был сняться в следующем фильме о Годзилле, но в тот же год актёр скончался.
- Этот фильм стал дебютом Томоко Ай в полнометражном кино. До этого она снималась в сериале «Ultraman», в котором также фигурируют гигантские монстры.
- В первоначальном варианте сценария Титанозавр представлял собой двух динозавров «Титанов», которые лишь потом должны были объединиться в одного гигантского Титанозавра. Но из-за бюджетных ограничений и отсутствии в сценарии подходящего момента для объединения динозавров этот аспект был отвергнут.
- Из фильма вырезан момент, как Годзилла топит корабль, очень похожий на Титаник.
- Это первый фильм, в котором в качестве музыкального сопровождения используются оригинальные произведения Акиры Ифукубэ со времён фильма «Уничтожить всех монстров» (1968). До этого музыка, написанная Ифукубэ, должна была использоваться в фильме «Годзилла против Гайгана» (1972), но не прошла из-за низких оценок.
- Актёр Тацуми Никамото, игравший Титанозавра, иногда надевал костюм задом наперёд, чтобы придать монстру движения, менее похожие на движения человека.